# Paradidactylia avus
Paradidactylia avus är en skalbaggsart som beskrevs av Rudolph Petrovitz 1966. Paradidactylia avus ingår i släktet Paradidactylia och familjen Aphodiidae. Inga underarter finns listade i Catalogue of Life.